# Darabos Pál (orvos)
Darabos Pál (Budapest, 1911. november 27. – Budapest, 1982. július 22.) orvos, egészségpolitikus, gyermekgyógyász, szakszervezeti vezető.

## Életpályája
Tanulmányait a szegedi Ferenc József Tudományegyetemen végezte, ahol 1935-ben általános orvosi oklevelet szerzett. 1935 és 1941 között a budapesti Bródy Adél Gyermekkórház gyakornoka, segédorvosa, 1941 és 1943 között alorvosa volt. 1943–1944-ben munkaszolgálatos orvosként Kolozsvárott működött, ahonnan behívták egy munkaszolgálatos századhoz, és 1944 májusában a buchenwaldi koncentrációs táborba deportálták. 1945 júliusában tért vissza Magyarországra. 1945 és 1949 között a Nemzeti Segély gyermekszakorvosa, 1949-től 1963-ig Csepelen rendelőintézeti orvos, majd gyermekgyógyász főorvos volt. A háborút követő évben tagja lett a Magyar Kommunista Pártnak, s később utódpártjainak. 1957 és 1964 között az Orvos-Egészségügyi Dolgozók Szakszervezete Központi Vezetősége (OEDSZ KV) Orvosi Szakosztálya titkára, 1964 első felében az OEDSZ megbízott főtitkára, 1964 áprilisa és novembere között főtitkára, 1975 novemberétől 1980-ig elnöke. 1964 és 1975 között a Szakszervezetek Országos Tanácsa (SZOT) elnökségi tagja, 1975 és 1980 között a SZOT Központi Vezetősége elnöke. Tagja volt az Orvosi Hetilap szerkesztőbizottságának. Nemzetközi elismeréseként 1968 és 1975 között a Közalkalmazottak és Rokonszakmák Nemzetközi Szövetségében az egészségügyi bizottság elnöki tisztségét töltötte be.
A Farkasréti temetőben nyugszik.

## Művei
- Az életről való ismeretek Engels nyomán. (Természet és Technika, 1952. 11.)
- Az orvosetikai bizottságokról. (Belpolitikai Szemle, 1959. 3.)
- Az orvosi etika néhány időszerű problémája. (Orvosi Hetilap, 1959. 37.)
- Az egészségügyi dolgozók művelődési helyzete. (Az Orvos Egészségügyi Dolgozók Szakszervezete kiadványa. Budapest, 1962)
- A falu egészségügyi ellátásának problémáiról. (Budapest, Táncsics Kiadó, 1962)
- Az orvostovábbképzés helyzete, problémái, feladatai. (Budapest, Táncsics Kiadó, 1964)
- Emlékezés November 7-re. (Orvosi Hetilap, 1965, 45.)
- Emlékezés Weil Emilre, születésének 70. évfordulóján. D. P. emlékbeszéde 1967. február 18-án, Weil Emil Kerepesi úti sírjánál. (Orvosi Hetilap, 1967. 9.)
- Az egészségpolitikai irányelvekről. (Társadalombiztosítás, üdülés, munkavédelem, 1969)
- Szakszervezetünk VI. kongresszusa. (Orvosi Hetilap, 1971. 25.)

## Díjai, elismerései
- Kiváló Orvos (1954)
- Bókay János-emlékérem (1958)
- Weil Emil-emlékérem (1960)
- Szocialista Munkáért érdemérem (1962)[6]
- Munka Érdemrend arany fokozata (1967; 1975)[7][8]